# Arlesheim
Arlesheim är en ort och kommun i distriktet Arlesheim i kantonen Basel-Landschaft, Schweiz. Kommunen har 9 385 invånare (2023).